# Louis Servin
Louis Servin, seigneur de Pinoches et de La Grève (1555-1626) est un magistrat et un conseiller d'État français.

## Biographie
Issu de la petite noblesse du Vendômois, il est élevé dans la religion réformée et fait ses études au collège de Presles, puis à Genève. Il étudie le droit civil à Orléans et devient avocat. Ayant abjuré le protestantisme, peut-être à l'occasion de l'édit de Nemours de 1585, il cherche d'abord le succès du côté de la Ligue lors des États généraux de 1588-1589. Ayant échoué dans ses tentatives auprès de ce parti, sans doute en raison de ses origines protestantes, il se rapproche du parti du roi, et réussit à se faire nommer avocat général en février 1589 quand Henri III convoque le parlement à Tours à la suite du triomphe des Seize à Paris. Il exercera cette fonction jusqu'à la fin de sa vie. C'est lui qui fait abolir le recours à l'épreuve juridique de l'ordalie par l'eau lors des procès en sorcellerie. Il est nommé conseiller d'État en 1614.
Il est un ardent défenseur du gallicanisme et un adversaire opiniâtre des Jésuites. Lors du conflit au sujet du contrôle du clergé par le pouvoir temporel qui oppose Paul V à la république de Venise en 1606, il prend le parti de Venise. En raison de ces opinions, on lui a attribué faussement un écrit de Marillac contre le cardinal jésuite Bellarmin.
Lors du lit de justice tenu par Louis XIII, le 18 février 1620, pour faire enregistrer des édits bursaux (portant création d'impôts), il ne craint pas de faire des remontrances au roi. De nouveau, lors du lit de justice du 19 mars 1626 tenu pour les mêmes raisons, il représente fortement au roi l'injustice de ces nouveaux impôts, ce qui provoque le mécontentement du roi. Servin est alors si ému qu'il se trouve mal, et meurt peu après avoir été ramené chez lui.

## Publications
On lui a attribué à tort les  journaux de Henri III et de Henri IV, qui  sont de Pierre de L'Estoile. 
- Plaidoyers, Rouen, 1629, réimprimés en 1631 et 1640 ;
- Vindiciæ secundum libertatem Ecclesiæ gallicanæ, et regii status gallofrancorum, Paris, Jean Le Preux, 1590 ;
- Pro libertate status et reipublicae venetorum, 1606 — Sous le pseudonyme de Gallofrancus.